# کتاب مقدس و خشونت

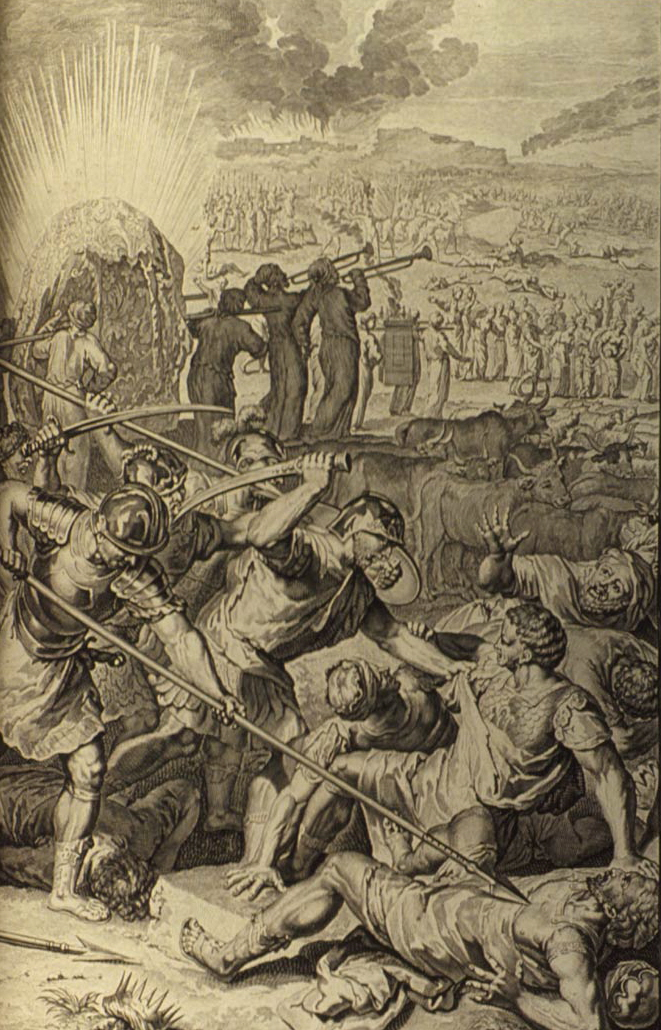
پنج پادشاه مدیان کشته شده توسط بنی اسرائیل (۱۷۲۸) توسط جرارد هوئت، تصویری از جنگ علیه مدیان (اعداد ۳۱)

کتاب مقدس و خشونت (انگلیسی: The Bible and violence) کتاب مقدس عبری و عهد جدید هر دو حاوی روایت‌ها، شعرها و دستورالعمل‌هایی هستند که به توصیف، تشویق، فرمان، محکوم کردن، پاداش، مجازات و اعمال خشونت هستند که انجام آن به خدا، افراد، گروه‌ها، دولت‌ها، و دولت-ملت‌ها نسبت داده شده‌است. از جمله اعمال خشونت آمیز شامل جنگ، قربانی‌کردن انسان، قربانی کردن حیوان، قتل، تجاوز جنسی، نسل‌کشی، و تنبیه و جنایت است.

### قوانین جنگ

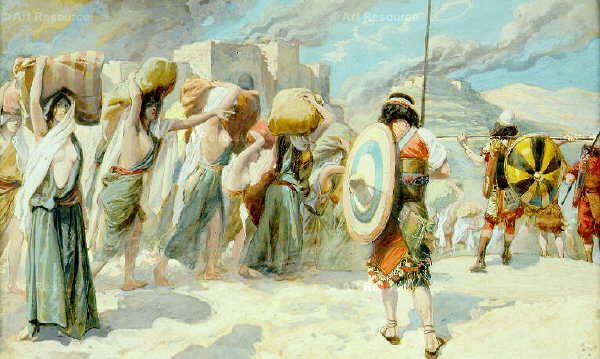
زنان مدیان در اسارت عبرانیان، آبرنگ اثر جیمز تیسو، در موزه یهودی، نیویورک

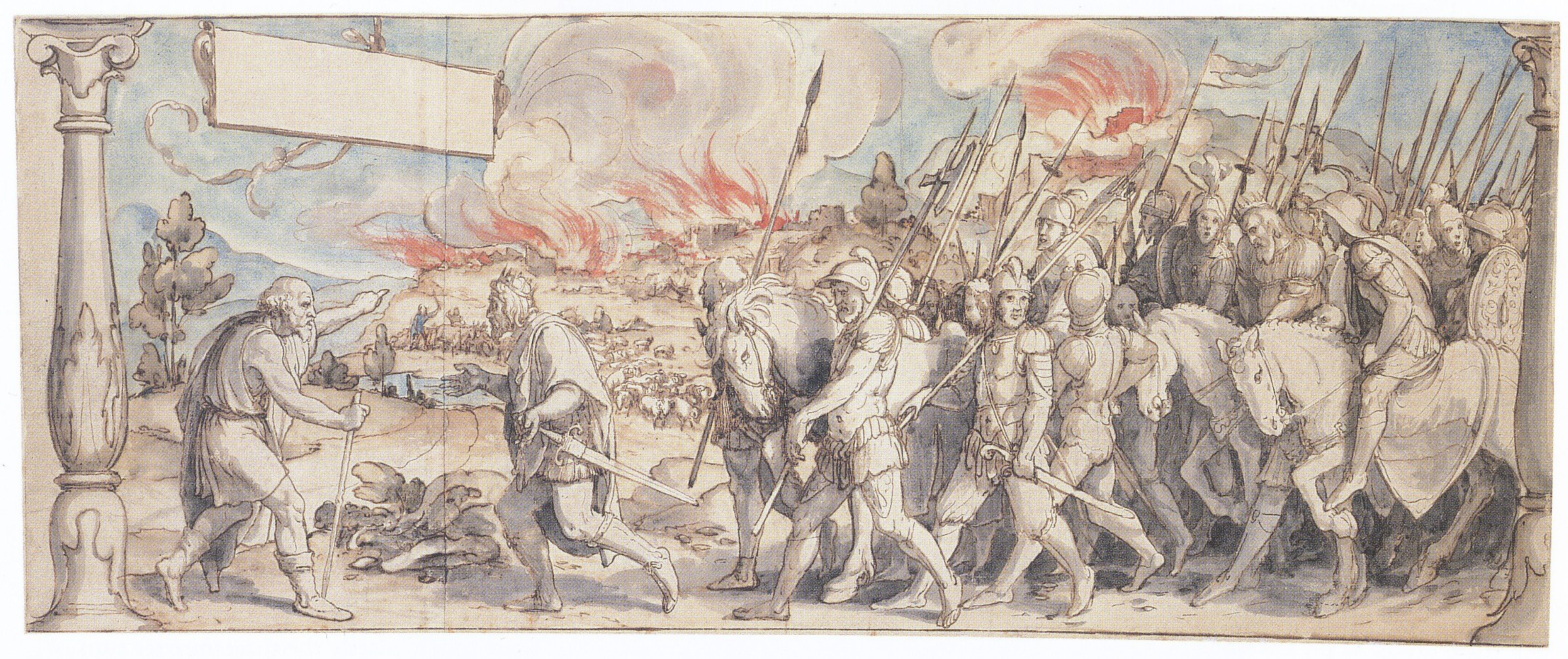
سموئیل نبی، شائول را به دلیل زنده نگهداشتن بعضی از عمالیق‌ها لعنت می‌کند. نقاشی سال ۱۵۲۰ میلادی توسط هانس هلباین پسر

### خشونت علیه زنان

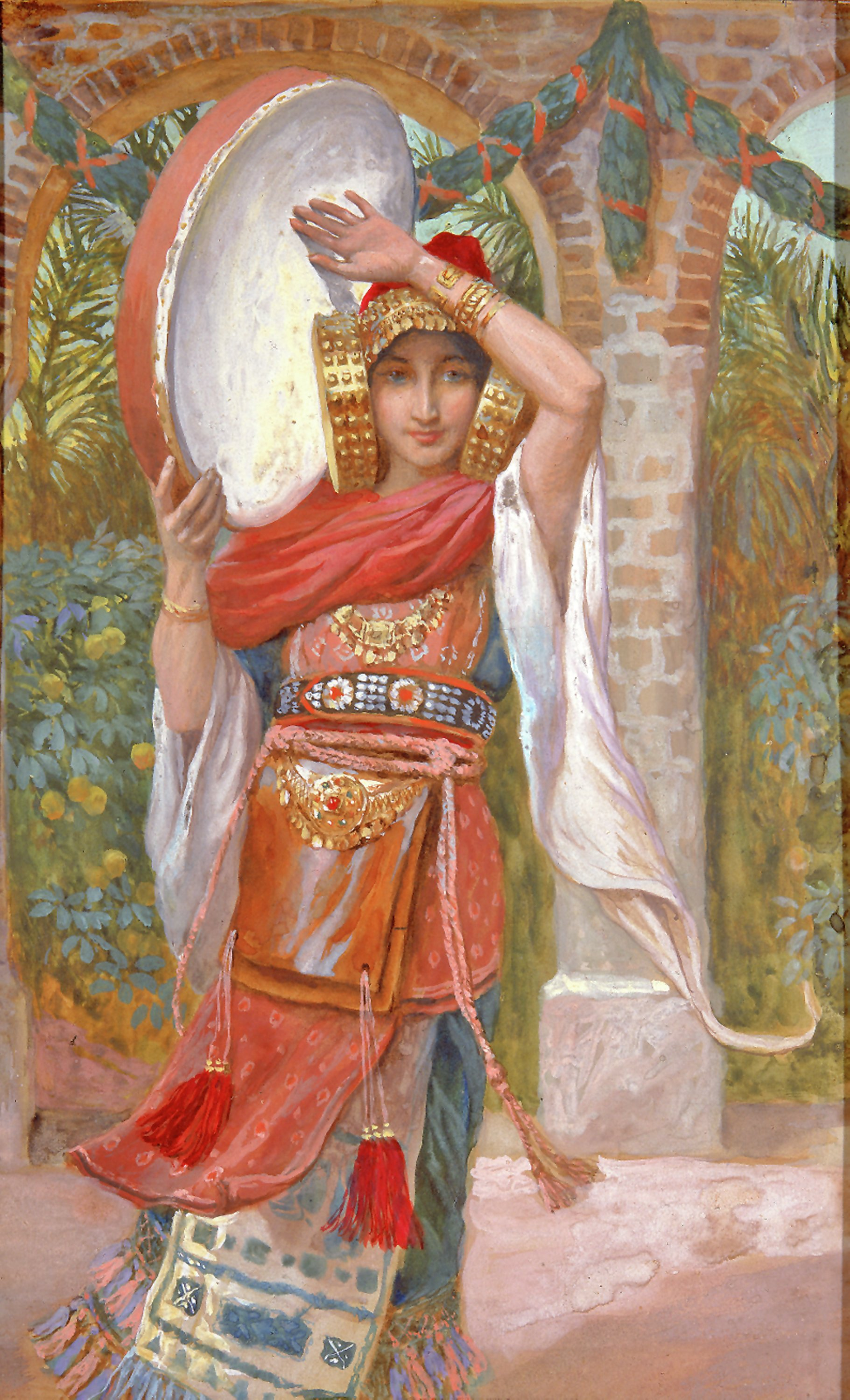
، دختر یفتاح، اثر جیمز تیسو. ۱۸۹۶–۱۹۰۲.